# 오동건
오동건(1979년 8월 29일 ~ )은 대한민국의 앵커이다.

## 학력
- 세종대학교 신문방송학과, 경영학과 학사
- 고려대학교 언론대학원 언론학 석사
- 세종대학교 대학원 언론학 박사

## 경력
- 2006년 극동방송 PD
- 2008년 YTN FM 아나운서
- 2011년 YTN 기자

## 진행 프로그램
- YTN YTN 24
- YTN 뉴스 오늘  (2010년 5월 3일 ~ 12월 31일, 2013년 5월 20일 ~ 11월 15일, 2014년 3월 3일 ~ 10월 24일)
- YTN 뉴스출발 (2011년 1월 3일 ~ 2011년 11월, 2012년 9월 ~ 2013년 5월 17일)
- YTN 뉴스人 (2018년 10월 8일 ~ 11월 30일)
- YTN 뉴스만만 (2015년 6월 29일 ~ 10월 2일)
- YTN 뉴스N이슈 (2016년 12월 5일 ~ 2019년 7월 5일)
- YTN 뉴스나이트(2014년 10월 27일 ~ 2015년 6월 28일/2015년 10월 5일 ~ 2016년 12월 2일/2020년 8월 10일 ~ 2022년 6월 3일)
- YTN YTN 이브닝뉴스 (2022년 6월 7일 ~ 2023년 12월 15일)
- YTN 뉴스퍼레이드 (2022년 6월 7일 ~ 2023년 12월 15일)
- YTN 뉴스LIVE (2023년 12월 18일 ~ 2024년 4월 1일)